# 접합성
접합성(接合性,Zygosity , / zaɪˈɡɡɒsɪti / )의 명사 어원 zygote은 그리스어 zygotos의 "yoked"에서 그리고 zygon은 "yoke"에서 유래한 것으로 이는 염색체 또는 유전자의 두 사본이 동일한 유전적 서열을 갖는 정도이다. 즉,  염색체에서 특정 유전자가 차지하는 위치인 유전자좌(DNA loci,遺傳子座)에서 유기체가 갖는 대립 유전자의 유사성 정도를 가리킨다.

## 동형접합성
동형접합성(同型接合性)은 염색체의 특정 형질에 대한 유전자좌에 한 쌍의 동일한 대립 인자가 있는 상태이다.

## 이형접합성
이형접합성(異型接合性,heterozygosity)은 염색체의 특정 형질에 대한 유전자좌에 한 쌍의 상이한 대립 인자가 있는 상태이다.

## 같이 보기
- 잡종강세(heterosis)
- 이형접합자 이점(heterozygote advantage)
- 동형접합자 이점(homozygote advantage)
- 복합 이형접합성(compound heterozygosity)
- 이형접합성 상실(loss of heterozygosity)